# دامجینگ
دامجینگ (کره‌ای: 담징; هانجا: 曇徵:)، یا دونچو (به ژاپنی) یک راهب بودایی کره‌ای بود که حدود سال ۶۱۰ میلادی از گوگوریو به ژاپن باستان فرستاده شد. اینکه نام او در زبان گوگوریو چگونه تلفظ می‌شد، مشخص نیست.

تقریباً هیچ چیز دربارهٔ او به جز چند سطر در نیهون شوکی (۷۲۰ میلادی) که تقریباً تنها منبع قابل اعتماد است، به دست نیامده است.
با توجه به اینکه این اولین حضور در مورد ساخت کاغذ است، گفته می‌شود که در مجموع، از دوره ادو، او ابتدا مهارت‌های کاغذسازی را به ژاپن آورد. با این حال، هیچ دلیل کافی برای این گفته از متن وجود ندارد؛ در مورد آسیاب آبی، ذکر شده است که او احتمالاً اولین کسی بود که آن را معرفی کرد، در حالی که از کاغذسازی نامی برده نشده است. اگر او چنین کاری کرده بود، باید در کنار اشاره به آسیاب آبی، به آن نیز اشاره می‌شد. ب. جوگاکو، در مطالعهٔ خود با عنوان «مقالهٔ ژاپنی»، با بررسی تطبیقی اسناد باستانی باقی‌مانده، نتیجه می‌گیرد که این متن، ستایشی از کاهن بودایی است که با آیین کنفوسیوس نیز آشنا بوده است، علاوه بر این، هرگز از صنایع دستی غافل نبوده است؛ و اگر به درستی خوانده شود، بیان نمی‌کند که او اولین کسی بوده که روش‌های رنگ، جوهر و کاغذسازی را آورده است، بلکه می‌گوید که او در تولید آنها کاملاً صنعتگر بوده است. علاوه بر این، در آن زمان، نگهداری از دستگاه‌های دولتی که به مقادیر زیادی کاغذ مانند اسناد خانوادگی نیاز داشت، آغاز شده بود. واقعیت‌های آن زمان چنین برداشتی را تأیید می‌کند.
زندگینامه شاهزاده شوتوکو (نوشته شده در سال ۹۱۷ یا شاید ۹۹۲) می‌گوید که شاهزاده شوتوکو او را به کاخ ایکاروگا-نومیا دعوت کرد و پس از آن او را در هوریو-جی نگه داشت. با این حال، این به عنوان یک واقعیت تاریخی در نظر گرفته نمی‌شود، زیرا این کتاب مجموعه‌ای عظیم از زندگینامه‌های افسانه‌ای دربارهٔ اوست.
در کره، در سال‌های اخیر، برخی ادعا کرده‌اند که نقاشی دیواری در کوندوی هوریو-جی توسط دامجینگ ساخته شده است، اما این ادعا بر اساس هیچ سند باقی‌مانده نیست. علاوه بر این، معبد اصلی حدود سال ۶۷۰ میلادی به آتش کشیده شد و معبد فعلی، بازسازی شدهٔ اواخر قرن هفتم میلادی است.